# 임자초등학교
임자초등학교는 대한민국 전라남도 신안군 임자면 대기리에 있는 공립 초등학교다.

## 학교 연혁
- 1924년 10월 10일 4년제 임자공립보통학교 설립 인가
- 1924년 11월 16일 무안군 임자공립보통학교 개교, 2학급 인가
- 1937년 4월 28일 6년제 5학급 개편 인가
- 1938년 4월 1일 임자공립심상소학교 개칭, 6학급 인가[1]
- 1941년 4월 1일 임자공립국민학교 개칭[2]
- 1947년 5월 12일 임자중앙공립국민학교 개칭
- 1949년 9월 11일 임자중앙국민학교 개칭
- 일자미상 임자중앙국민학교 수도분교 설립 인가
- 1956년 6월 10일 수도분교장 개교
- 1981년 3월 1일 병설유치원 개원, 1학급 인가
- 1990년 3월 1일 한동국민학교 분교장 격하 편입
- 1993년 4월 17일 임자북국민학교 만지분교장 폐교 및 본교 통폐합
- 1994년 3월 1일 한동분교장 폐교 및 본교 통폐합
- 1995년 9월 1일 임자북국민학교 분교장 격하 편입
- 1996년 3월 1일 임자초등학교 개칭[3]
- 1997년 3월 1일 임자북분교장 폐교 및 본교 통폐합
- 1999년 9월 1일 수도분교장 폐교 및 본교 통폐합
- 2000년 3월 1일 8학급(일반6, 유치원1, 특수1) 편성
- 2004년 11월 1일 도서관 리모델링 개관
- 2009년 4월 8일 전국 최초 승마학교 출범
- 2010년 4월 9일 영어 체험교실 개관
- 2019년 3월 1일 제37대 이영란 교장 부임
- 2020년 2월 14일 제94회 10회 졸업(총 5907명)

## 참고 자료
- 임자초등학교 - 한국교육학술정보원 학교알리미